# ピョートル・バロック

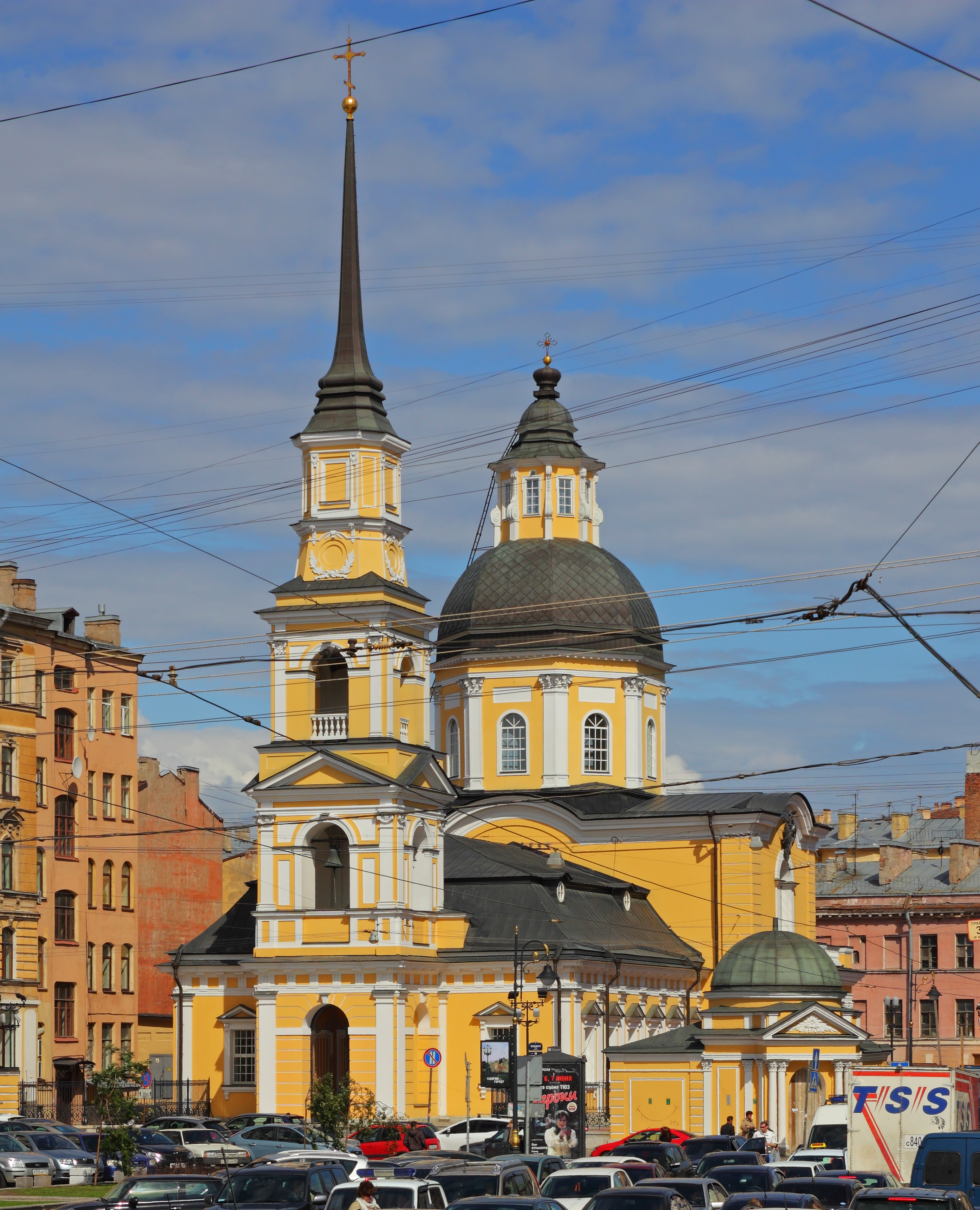
聖シモン・アンナ教会 (1734年建設)、サンクトペテルブルク は、典型的なピョートル・バロック建築

ピョートル・バロック（ロシア語:Петровское Барокко（ピトローフスカイェ・バローッカ））は、バロック建築様式のひとつで、ピョートル1世に好まれた。サンクトペテルブルクの初期の建設過程で多用された。

## サンクトペテルブルクに現存するピョートル・バロック建築
- 首座使徒ペトル・パウェル大聖堂 (Trezzini)
- クンストカーメラ (Zemtsov)
- キキン館 (Schlüter)
- メーンシュコフ宮殿 (Giovanni Fontana)

## ギャラリー
- 首座使徒ペトル・パウェル大聖堂 (Trezzini)

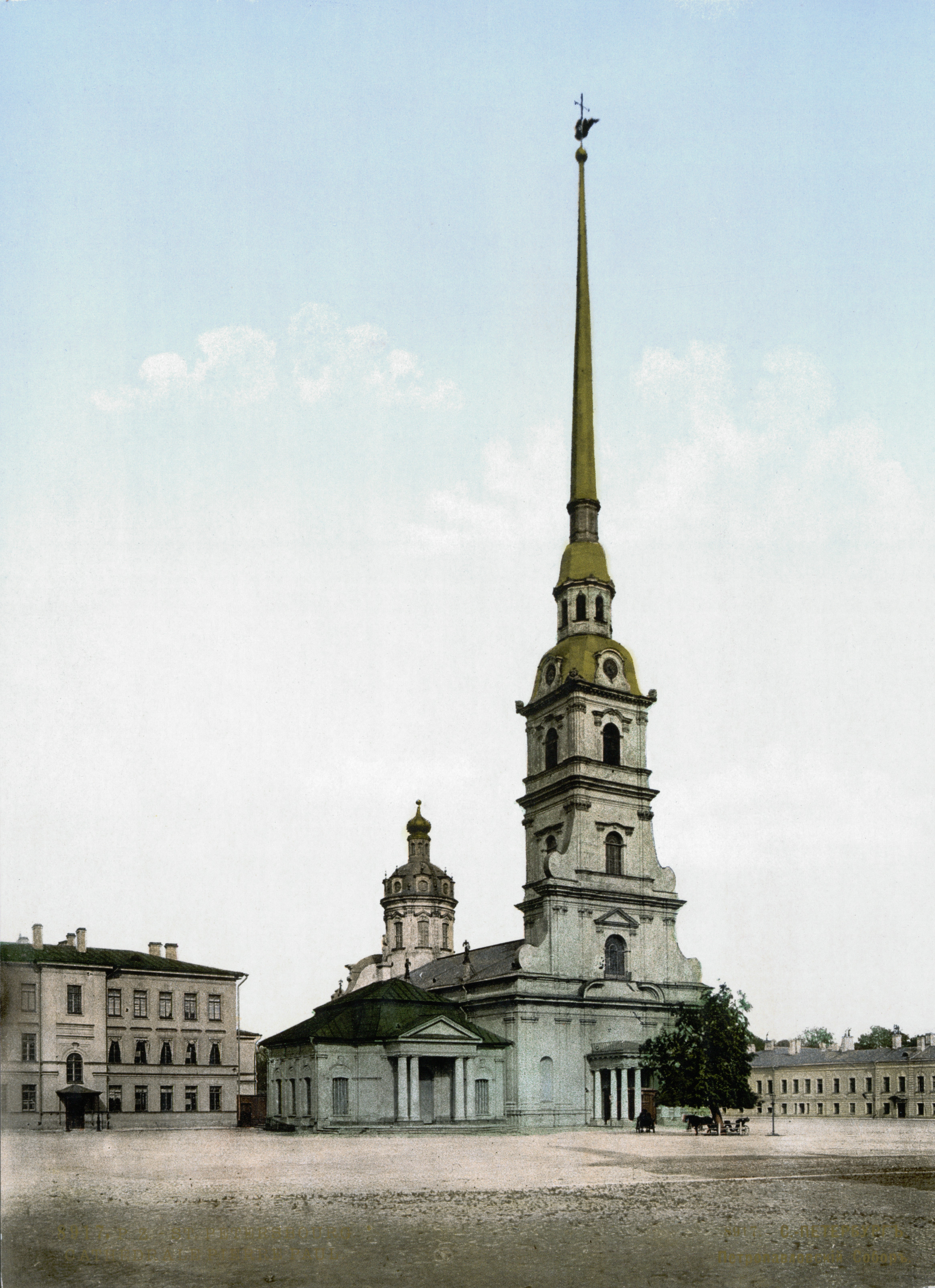
古葉書
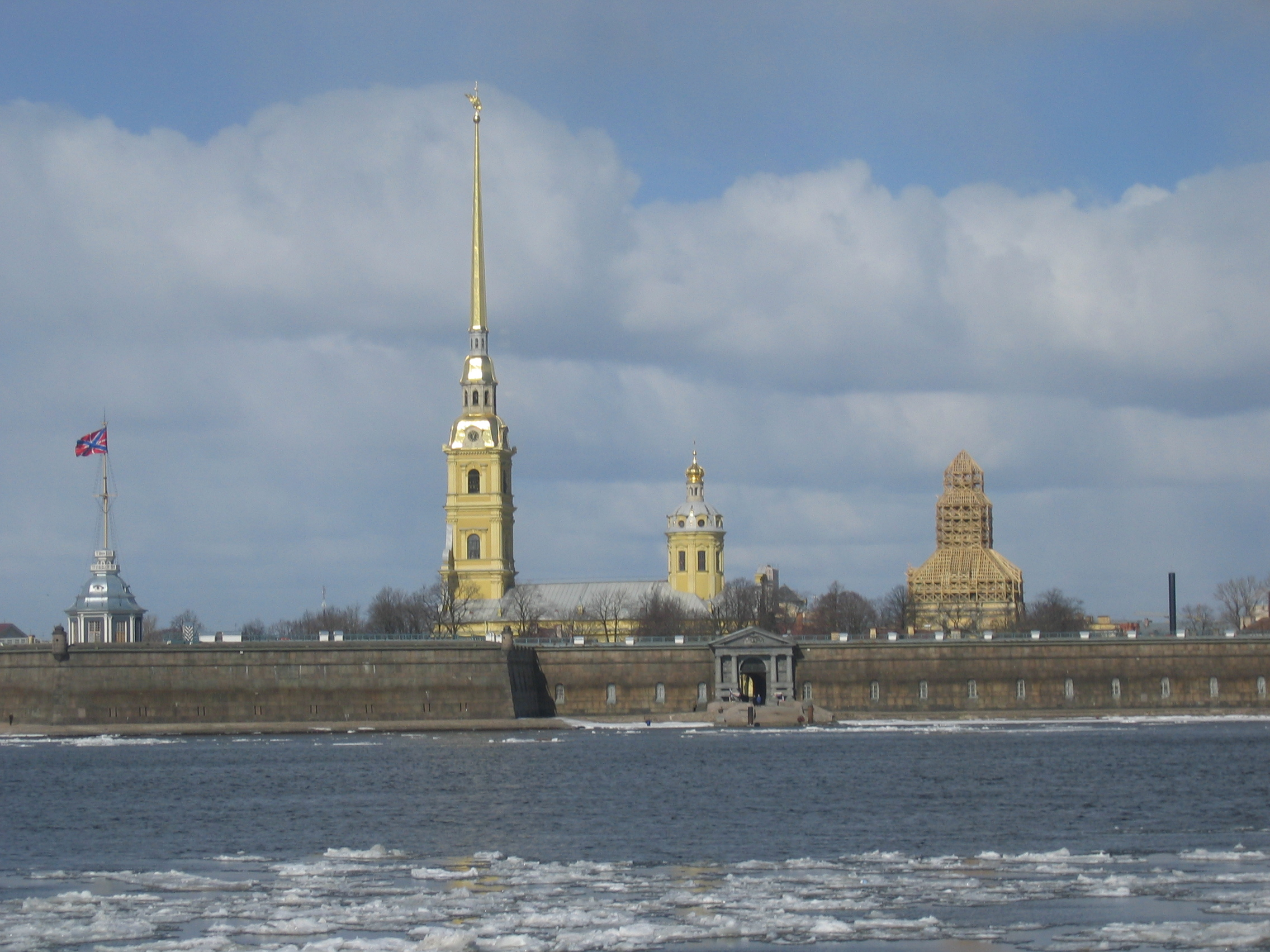
ネヴァ川から望む
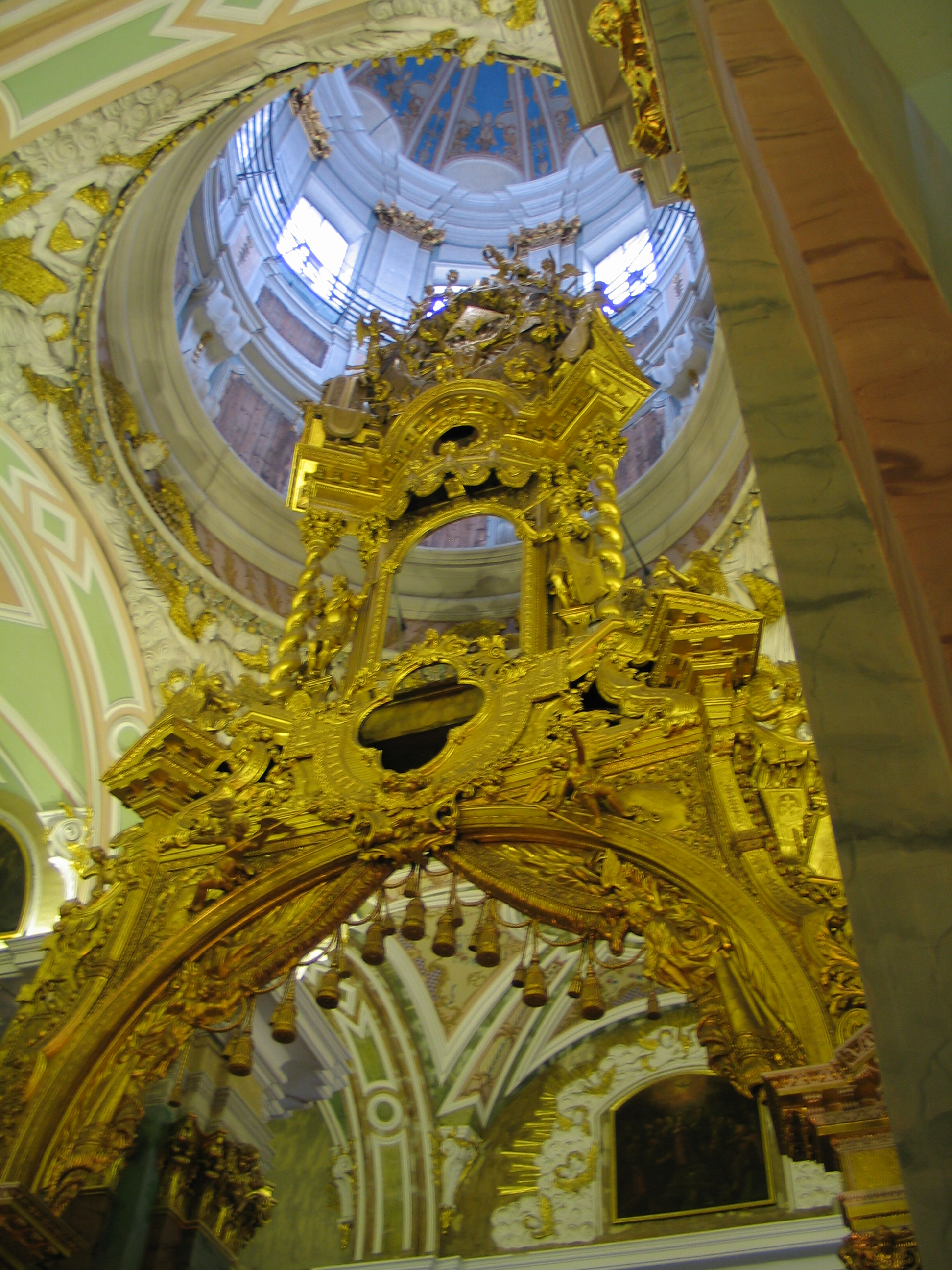
内部
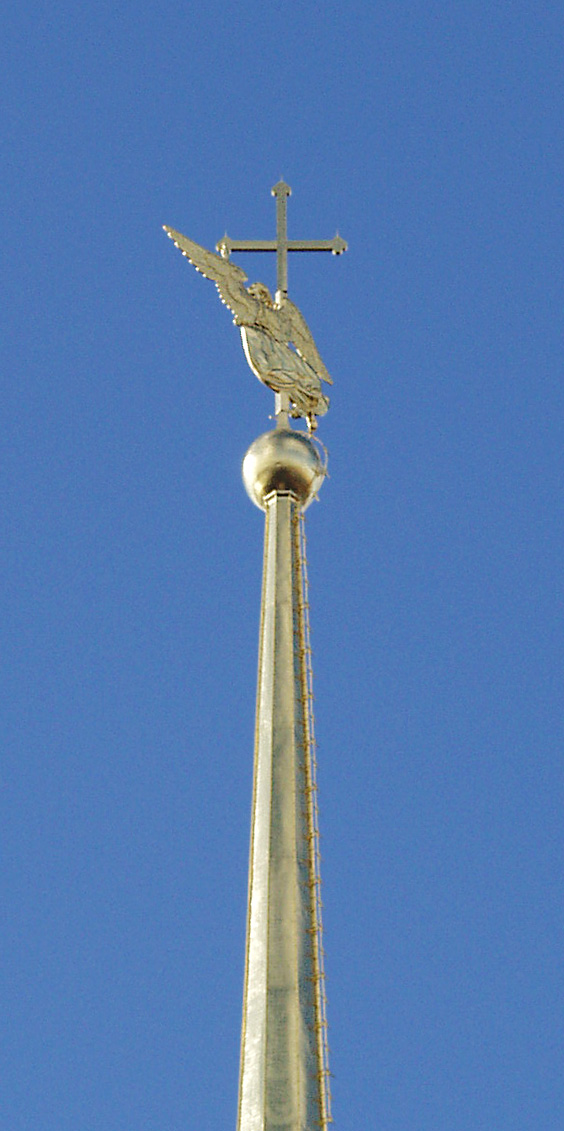
尖塔

- メーンシュコフ宮殿(Giovanni Fontana)

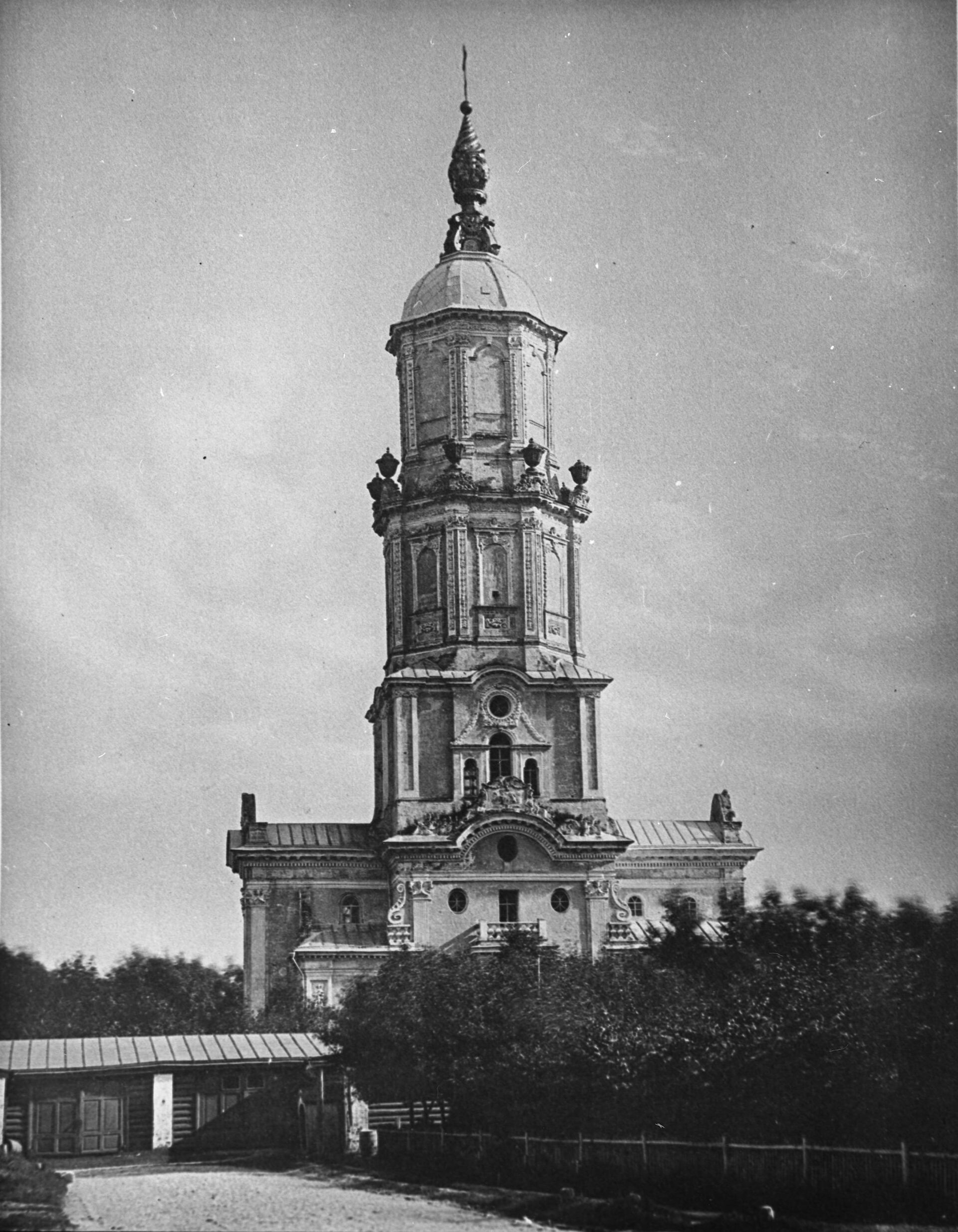
メーンシュコフ塔 (1882年撮影)